# Ахунов, Гарифзян Ахунзянович
Гарифзян Ахунзянович Ахунов (Гариф Ахунов, 18 сентября 1925 — 4 июня 2000) — государственный и общественный деятель, заслуженный работник культуры РСФСР, народный писатель Татарстана, лауреат Республиканская премия имени Габдуллы Тукая (1973).

## Биография
Родился 18 сентября 1925 г. в д. Кечкене Учили Арского района в многодетной крестьянской семье, которая рано лишилась отца-кормильца: первого председателя колхоза, организованного в деревне Кечкене Учили, коммуниста Ахунзяна (отца Гарифа) убили кулаки.
Основы грамоты постигал в школе-семилетке д. Казанбаш, позже получил образование в Арском педагогическом училище, которое окончил в 1947 году.
В 1947 году он становится студентом историко-филологического факультета Казанского государственного университета и в 1952 году успешно его заканчивает.
По окончании университета работает в редакции журнала «Совет әдәбияты» («Советская литература»).
С 1956 по 1968 годы проживает в Альметьевске, становится ответственным секретарём отделения Союза писателей Татарской АССР. В этот период Ахунов пишет свои основные произведения.
В 1957 г. становится членом Союза писателей СССР.
В 1968 г. Ахунов вернулся в Казань, где с 1971 по 1974  гг. работал главным редактором журнала «Казан утлары».
Г. Ахунов очень активен и в общественной жизни. С 1969 года он — член КПСС. Был делегатом XXV и XXVI съездов партии, II, III, IV съездов писателей РСФСР, V, VI и VII съездов писателей СССР. Депутат Совета Национальностей Верховного Совета СССР 9-10 созывов (1974—1984) от Татарской ССР. В Верховный Совет 9 созыва избран от Чистопольского избирательного округа № 645; член Комиссии по иностранным делам Совета Национальностей.
В 1973 г. за роман «Клад» и повесть «Ядро ореха» удостоен звания лауреата Республиканской премии имени Габдуллы Тукая.
В 1974—1984 гг. Ахунов — председатель Союза писателей ТАССР, в 1987—1991 гг. — председатель Фонда культуры Татарстана.
В 1993 г. Ахунов был удостоен звания «Народный писатель Татарстана».
Умер 4 июня 2000 года, похоронен в Арске.
Жена — Шаида Максудова, писательница. Сын — Рашид Ахунов, переводчик. Дочь — Наиля Ахунова, заслуженный работник культуры РТ, руководитель ЛИТО «Белая Ворона».

## Творчество
Ещё в «университетский» период Г. Ахунов пробует себя в литературе, и успешно: его стихи, рассказы, статьи печатаются в казанских изданиях.
Первая повесть Ахунова «Краса юности» (1955), посвящённая жизни студенчества, сразу показала силу таланта молодого автора. Это произведение строилось на биографическом материале, его герои — друзья юности Гарифа Ахунова.
Он задумывает широкое эпическое полотно, в котором планирует раскрыть великие дела эпохи, показать её людей. Г. Ахунов, понимая, что для работы ему не хватает жизненного опыта, принимает решение переехать жить в центр татарской нефти — город Альметьевск. Переезд состоялся в 1956 г.
Становление Г. Ахунова как писателя, формирование его как художника, его поистине творческий взлёт связан с Альметьевском, когда он жил среди нефтяников.
Г. Ахунов написал роман о жизни нефтяников «Клад» (1963), по которому в 1975 г. на Свердловской киностудии был снят одноимённый художественный фильм.
В течение 70-х годов писатель написал повести «Ядро ореха» (1974), «Ардуан батыр» (1975), «Мы из Арска» (1978), «Зажигаются звезды» (1979) и другие, а также издал две книги из трилогии «Дочь Волги» (1978).
Историко-документальная повесть «Ардуан-батыр» — замечательный памятник героям первых пятилеток, она обращена к истории возникновения в 30-е годы Березниковского химкомбината.

По глубине подхода к теме, по широте панорамного охвата народной жизни, включающей в себя десятки и сотни разноплановых событий, Гариф Ахунов в татарской литературе не имеет, наверное, себе равных— Диас Валеев

## Награды
- За активную работу в области развития советской литературы Г. Ахунов удостоен почётного звания «Заслуженный работник культуры РСФСР».
- Альметьевские нефтяники присвоили ему высокое звание почётного нефтяника Альметьевска[1].

## Память
- Гарифу Ахунову поставлен бронзовый памятник-бюст на Центральной площади Арска на Аллее писателей
- Именем писателя названа одна из улиц города Арск и парк.
- Памятная доска была открыта в 2006 году в Альметьевске на д. № 20 по ул. Радищева, где писатель прожил более 10 лет.
- Мемориальная доска установлена в Казани на д. № 4А по ул. Новаторов, в котором проживал писатель
- В честь Ахунова названа улица в Приволжском районе Казани, в Арске, а также в Альметьевске и Кукморе.